# Xavier-Robert François
Pour les articles homonymes, voir François.
Xavier-Robert François, né le 1er juillet 1994 à Arlon en Belgique, est un basketteur belge naturalisé luxembourgeois. Il évolue au poste de pivot au BBC Résidence Walferdange.

## Biographie
Il a commencé le basket dans le club local d'Arlon avant de rejoindre le centre de formation de l'AWBB à Namur. Il est ensuite passé chez les U20 de Liège Basket pour commencer sa carrière professionnelle au SIG Strasbourg en France.
Après deux saisons passées au Kangoeroes Willebroek, il signe, en 2017, pour deux années au Belfius Mons-Hainaut.
En novembre 2018, Xavier Robert-François prend la décision de mettre fin à sa carrière afin de reprendre ses études. Toutefois, en 2019, il signe un contrat avec le club luxemborugeois du BBC Résidence Walferdange.
Titulaire d'un passeport luxembourgeois, il représente le Grand-Duché aux Jeux des petits États d'Europe 2019.

## Vie privée
Xavier-Robert François est en couple avec la basketteuse américaine Victoria McIntyre.

## Palmarès
- Vainqueur de la Coupe de France 2015 avec Strasbourg